# Y(4260)
Y(4260) è un adrone esotico scoperto dal rivelatore BaBar allo SLAC di Menlo Park, California e successivamente confermato da esperimenti eseguiti da altri gruppi di ricerca. Si è ipotizzato che questa particella sia costituita di un gluone legato a un quark e un antiquark. La risonanza Y(4260) nel canale π+π−J/ψ è stata misurata più precisamente dall'esperimento BESIII nel 2017.